# Clearlake Riviera
Clearlake Riviera es un lugar designado por el censo ubicado en el condado de Lake en el estado estadounidense de California. En el año 2010 contaba con una población de 3.090 habitantes.

## Geografía
Clearlake Riviera se encuentra ubicado en las coordenadas 38°57′5″N 122°43′20″O / 38.95139, -122.72222.